# Notosacantha komiyai
Notosacantha komiyai là một loài bọ cánh cứng trong họ Chrysomelidae. Loài này được Dabrowska & Borowiec miêu tả khoa học năm 1996.